# Kogl (Gemeinde Sieghartskirchen)
Kogl ist eine Ortschaft und eine Katastralgemeinde der Marktgemeinde Sieghartskirchen im Bezirk Tulln in Niederösterreich. Die Ortschaft hat 426 Einwohner (Stand 1. Jänner 2024). Bis Ende 1971 war Kogl eine eigenständige Gemeinde.

## Geografie
Der über die Landesstraße L2242 erreichbare Dorf erstreckt sich längs einer Nebenstraße, die über Kronstein nach Rekawinkel führt.

## Geschichte
Laut Adressbuch von Österreich waren im Jahr 1938 in der Ortsgemeinde Kogl ein Bäcker, ein Fleischer, zwei Gastwirte, drei Gemischtwarenhändler, eine Hebamme, ein Holzhändler, ein Schmied, ein Schneider, zwei Schuster, ein Tischler, ein Wagner und ein Landwirt mit Ab-Hof-Verkauf ansässig. Zudem gab es ein Kalkwerk.
Mit 1. Jänner 1972 wurden im Zuge der Niederösterreichischen Kommunalstrukturverbesserung die bis dahin selbständigen Gemeinden Abstetten, Kogl, Ollern, Rappoltenkirchen, Ried am Riederberg und Röhrenbach in die Marktgemeinde Sieghartskirchen eingemeindet.